# Pont Dubuc
Le pont Dubuc est un pont de la ville de Saguenay, au Québec (Canada). Il enjambe la rivière Saguenay entre Chicoutimi et Chicoutimi-Nord.
Le pont Dubuc est construit au début des années 1970 afin de remplacer le pont de Sainte-Anne, qui ne peut plus soutenir l'augmentation de la circulation routière. Le pont Dubuc est ouvert à la circulation en octobre 1972. De nos jours, avec plusieurs dizaines de milliers de véhicules qui l'empruntent à chaque jour, il constitue l'une des principales artères routières du Saguenay-Lac-Saint-Jean.

## Description
Le pont est d'une longueur totale de 458 mètres répartie en 7 travées continues reposant sur des poutres-caissons supportées par 7 piliers en béton armé. Le pont comporte quatre voies séparées en deux par une glissière de béton. Les travaux de remplissage réalisés pour les voies d'accès ont nécessité l'utilisation d'une masse de plus de quatre millions de tonnes de pierres et de matériaux granulaires. Sa construction a coûté 12 millions de dollars canadiens (CAD). L'éclairage du pont est assuré par 13 lampadaires portant chacune deux lampes de mille watts à haute pression de sodium.
Il a été nommé en l'honneur de Julien-Édouard-Alfred Dubuc.

## Histoire

### Années 1970
Le pont Dubuc est construit à la suite de l'augmentation de la circulation routière qui ne peut être soutenue par le pont de Sainte-Anne. En décembre 1968, le ministre de la Voirie Fernand Lafontaine dévoile la maquette du nouveau pont à l'hôtel de ville de Chicoutimi.
Le nouveau pont est ouvert en octobre 1972 en présence de M. Antoine Dubuc, fils aîné de J. E. A. Dubuc résidant toujours à Chicoutimi et alors âgé de 76 ans.

### Années 2010
Le 17 octobre 2011, le ministre délégué aux Transports Norman MacMillan annonce des investissements de 30 millions CAD sur quatre ans pour la réfection du pont Dubuc et de ses structures d'approche,,.

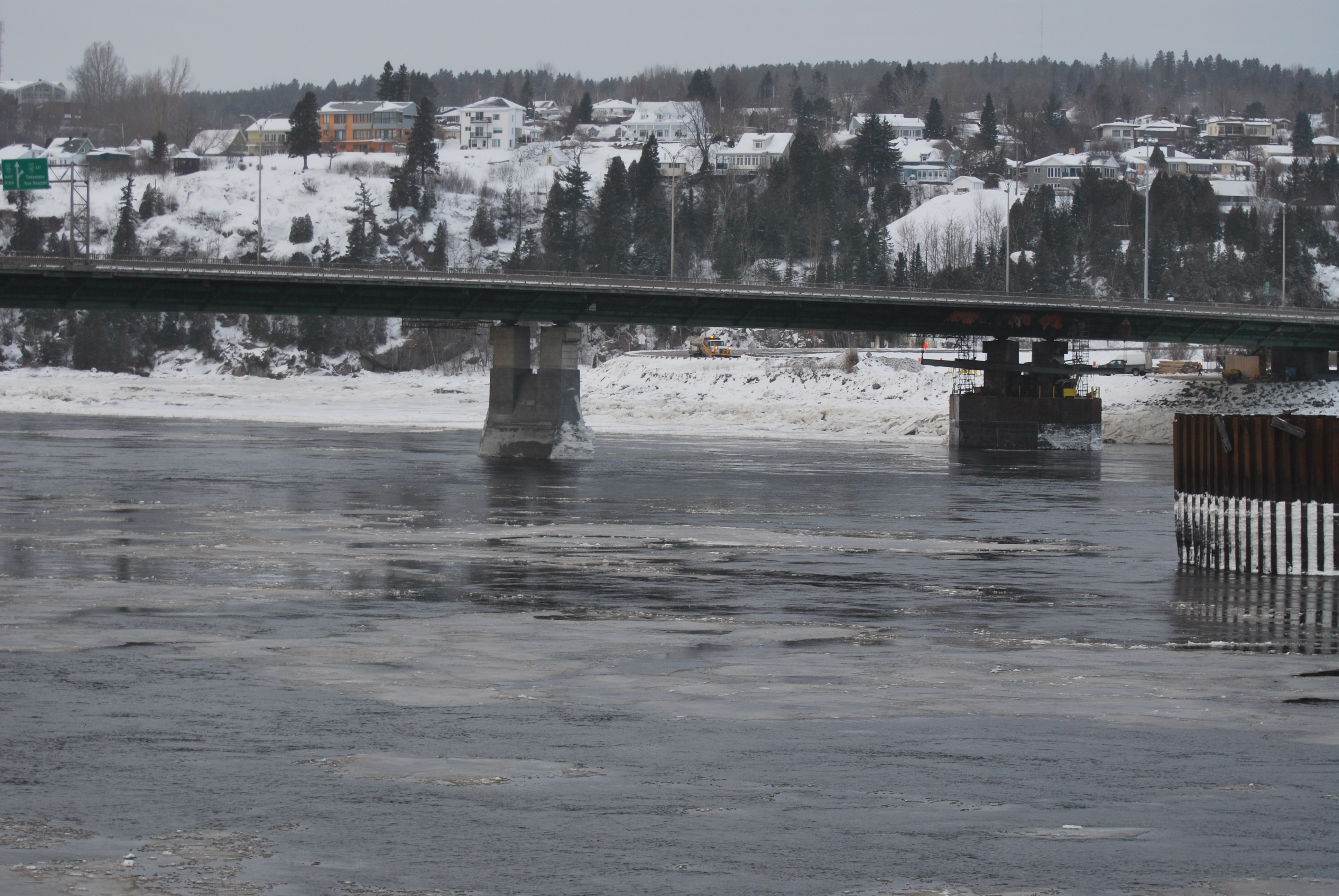
Vue vers le nord-ouest de la partie nord du pont Dubuc. Le pilier endommagé est à droite.

Le 9 décembre 2013 vers 23 heures HE, un pilier du pont est affecté par un incendie majeur à la suite de travaux de rénovation,. Le pont est fermé à la circulation, à l'exception des véhicules d'urgence. Le 15 décembre lors d'une conférence de presse les ministres Stéphane Bédard et Sylvain Gaudreault annoncent que le pont Dubuc sera fermé une semaine de plus afin d'effectuer des travaux nécessaires pour le rétablissement de la circulation. Le 19 décembre le ministre des Transports du Québec Monsieur Sylvain Gaudreault annonce que le pont Dubuc sera rouvert à la circulation légère dès le 20 décembre à compter de 5 heures. Le 24 décembre, à la suite des travaux exécutés par la compagnie PROCO de St-Nazaire, le pont Dubuc est ouvert à la circulation normale. À la suite de l'incendie d'un pilier du pont, le gouvernement du Québec verse en août 2014 une aide financière de
294 000 $ en compensation pour les services municipaux déployés lors de cet événement. Toujours en août 2014, le gouvernement du Québec lance un premier appel d'offres pour les travaux de réfection du pont Dubuc. Ces travaux nécessiteront des investissements de 45 millions de dollars et seront réalisés d'ici 2019.
Début des travaux de réfection du pont Dubuc en août 2016. Ces travaux de réfection sur le pont et de ses approches sont échelonnés sur cinq années. Le ministère des Transports du Québec précise que ces travaux ont pour but d'améliorer les déplacements et la fluidité de la circulation, tout en assurant la longévité de cette artère importante à Saguenay.
Le 27 mars 2019, le Ministère des Transports du Québec annonce la poursuite des travaux de réfection du pont
Dubuc dans le cadre du plan d'action 2015-2020. Finalement les travaux se sont terminés a l'été 2023 dû entre autres a la Pandémie de Covid-19.